# Hemidactylus matschiei
Hemidactylus matschiei este o specie de șopârle din genul Hemidactylus, familia Gekkonidae, descrisă de Tornier 1901. Conform Catalogue of Life specia Hemidactylus matschiei nu are subspecii cunoscute.